# Apuesta Simon-Ehrlich
Julian L. Simon y Paul R. Ehrlich realizaron en 1980 una apuesta científica sobre la escasez de los recursos naturales que despertó un gran interés. El concurso tuvo lugar en las páginas de la revista Social Science Quarterly, donde Simon se ofreció a apostar 1000 dólares a que, a largo plazo, las materias primas no controladas por el Gobierno —incluido el petróleo y el trigo— no subirían de precio, descontando la inflación. Simon le pidió a Ehrlich elegir cualquier materia prima que quisiera y una fecha al menos un año después. Ehrlich eligió cobre, cromo, níquel, estaño y tungsteno. La apuesta fue formalizada el 29 de septiembre de 1980, siendo la fecha de liquidación 10 años después, el 29 de septiembre de 1990.
Ehrlich perdió la apuesta, pues las 5 materias bajaron de precio en dicho periodo. Sin embargo, los economistas de influencia marxista reticentes a dar por desmontado un mito de los que cimenta su teoría económica, mostraron posteriormente que Ehrlich habría ganado en la mayoría de los periodos de 10 años a lo largo del siglo anterior, así como si la apuesta hubiera incluido todas las materias primas importantes en lugar de solo cinco metales, o si el periodo hubiera sido de 30 años, hasta 2011. Sin embargo, estudios recientes muestran que con un periodo de tiempo suficientemente largo, el precio de materias demandadas por la sociedad, tiende a disminuir.